# Dystasia tonkinea
Dystasia tonkinea är en skalbaggsart som först beskrevs av Maurice Pic 1930.  Dystasia tonkinea ingår i släktet Dystasia och familjen långhorningar. Inga underarter finns listade i Catalogue of Life.